# Manastır-Moschee

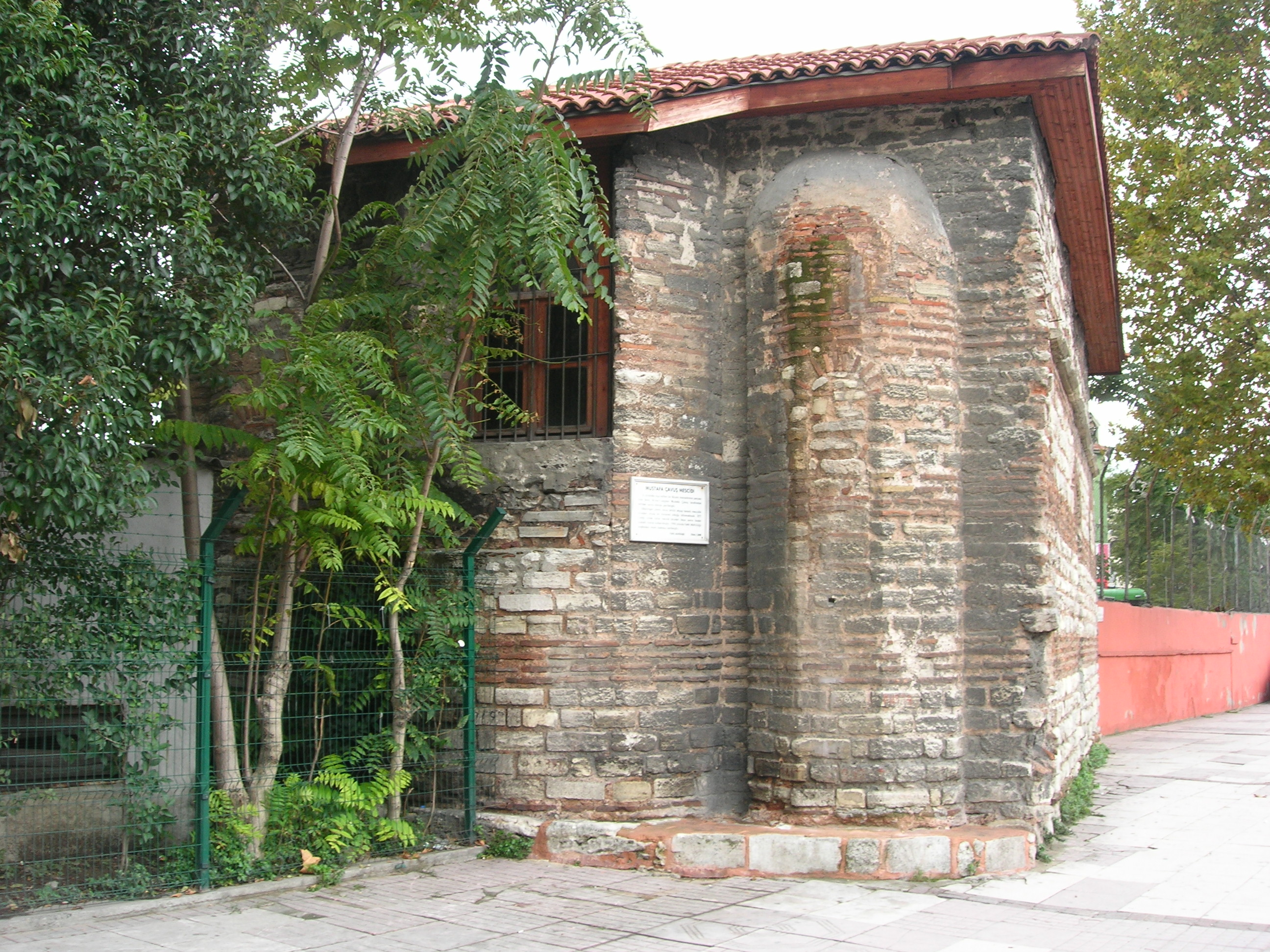
Blick auf die Moschee

Die Manastır-Moschee (türkisch Manastır Mescidi, auch Mustafa Çavuş Mescidi) ist eine ehemalige byzantinische Kirche und osmanische Moschee in Istanbul. Weder archäologische Ausgrabungen noch zeitgenössische Dokumente konnten die Ursprünge der Kirche erhellen. Es ist möglich, dass das kleine Gebäude in byzantinischer Zeit Teil eines Klosters war, das den heiligen Märyterinnen Menodora, Metrodora und Nymphodora (griechisch Μονῆ τῶν Άγίων Μηνοδώρας, Μητροδώρας καὶ Νυμφοδώρας) geweiht war, oder Teil des Nonnenklosters Kyra Martha (griechisch Μονῆ τἠς Κυράς Μάρθας).

## Lage
Das Bauwerk liegt im Stadtviertel Topkapı im Istanbuler Stadtbezirk Fatih in der Turgut Özal Millet Caddesi rund 360 Meter südöstlich des Topkapıtores der Theodosianischen Mauer.

## Geschichte

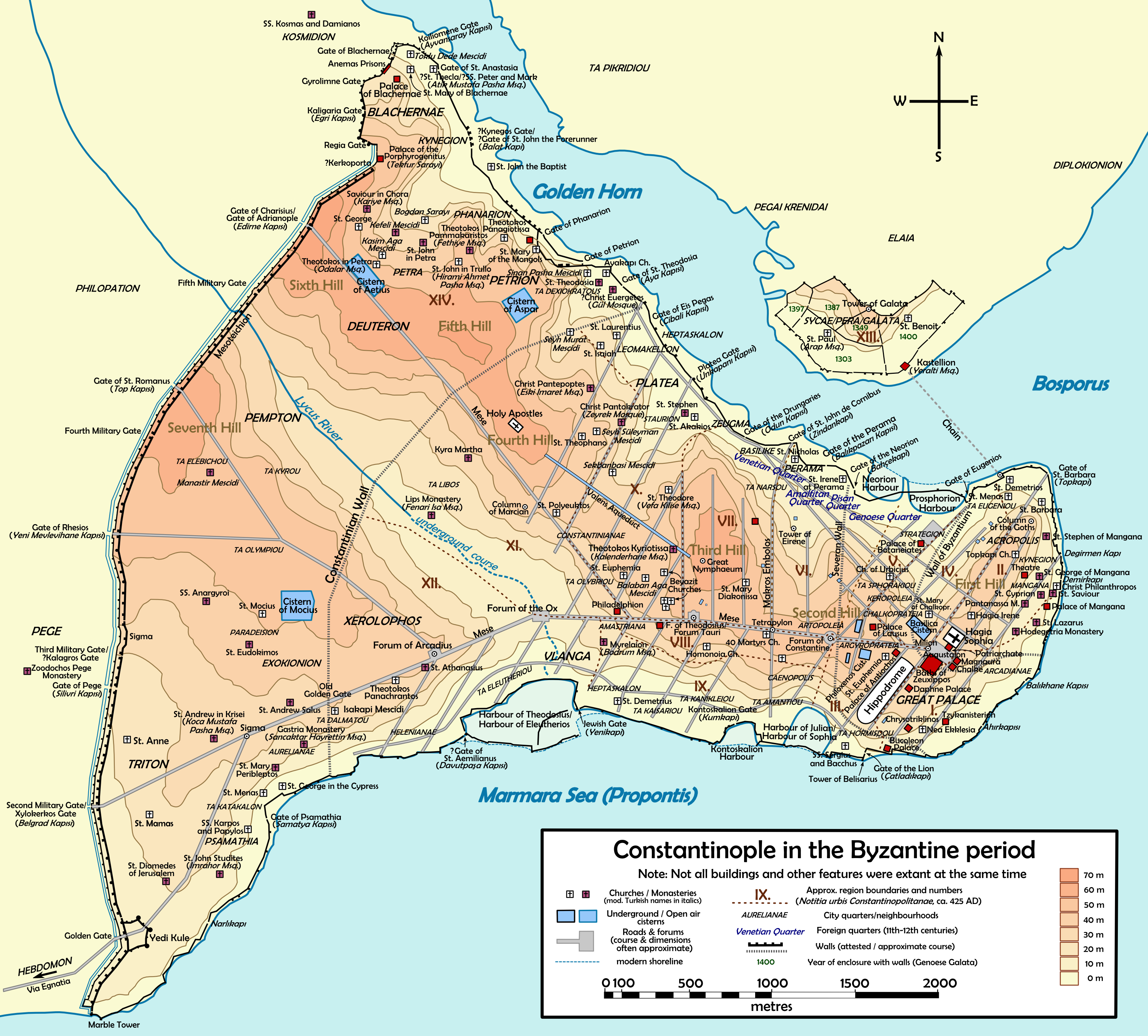
Karte des byzantinischen Konstantinopel

Die Ursprünge des Bauwerks auf dem siebten Hügel von Konstantinopel sind nicht geklärt. Wie der türkische Name suggeriert (Manastır = dt. Kloster), könnte das Bauwerk Teil des Klosters ta Elebichou gewesen sein, das den Märtyrerinnen Menodora, Metrodora und Nymphodora geweiht war und nahe dem Romanustor (heute Topkapıtor) lag. In der ersten Hälfte des 14. Jahrhunderts soll ein gewisser Phokas Maroulas, Beamter am kaiserlichen Hof, die Kirche restauriert haben und ein Kloster gegründet haben, das Theotokos geweiht war.

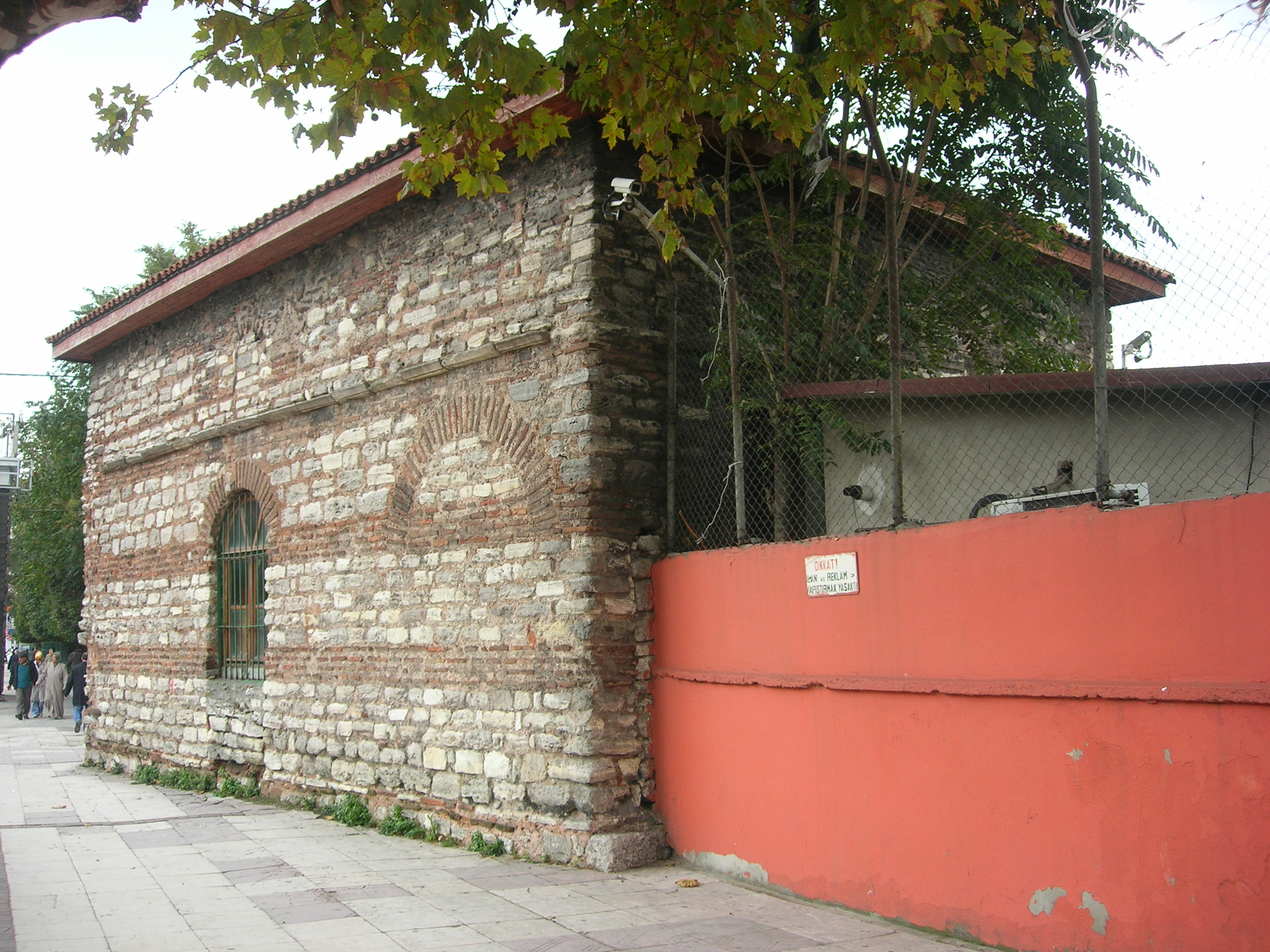
Nördliche Seite mit Ziegelmauerwerk

Nach einer anderen Hypothese könnte das kleine Gebäude Teil des Klosters Kyra Martha gewesen sein. Dieses wurde 1268 von Maria gegründet, einer Schwester des byzantinischen Kaisers Michael VIII. Als Witwe legte sie ein Ordensgelübde ab, nahm den Namen Martha an und gründete ein Kloster, das ihren Namen trug. Dieses war privater Besitz der Palaiologen-Dynastie. Doch widersprechen dem die präzisen Wegbeschreibungen von Stefan von Nowgorod und Zosima.
Nach der Eroberung Konstantinopels durch die Osmanen im Jahr 1453 ließ Mustafa, ein Çavuş und Bote von Sultan Mehmed II., das Gebäude zur Mescit umbauen, einer kleinen Andachtsmoschee ohne Minbar. In den Jahren 1956 bis 1958 wurden die Gebäude um die kleine Moschee beim Bau der Turgut Özal Caddesi abgerissen und die Nutzung des Gebäudes als Andachtsraum wurde eingestellt. Inzwischen liegt es innerhalb der Mauern eines Busdepots und kann nur noch mit Genehmigung des Unternehmens besichtigt werden.

## Architektur
Aufgrund der kleinen Abmessungen war das Gebäude wohl keine Kirche und eher ein Andachtsraum eines Klosters. Das Bauwerk hat einen rechteckigen Grundriss und heute nur ein Kirchenschiff mit drei kleinen Apsiden im Osten und einem Narthex im Westen. Die Kirche hatte drei Schiffe (möglicherweise von einer Kuppel überragt) und einer dreiteiligen Bema.
Das ursprüngliche Dekor im Inneren existiert nicht mehr. Erhalten sind lediglich zwei Kapitelle als Teil der dreifachen Arkade zwischen Narthex und Naos. Auch Dach und Fenster wurden verändert. Ausgrabungen in den 1960er Jahren haben gezeigt, dass der ursprüngliche Grundriss des Gebäudes deutlich komplexer war.  Auf der Westseite liegt ein äußerer Narthex mit einem Gewölbe, auf der Südseite befindet sich eine Kleine Kapelle mit einem inneren Narthex auf drei Seiten. Aufgrund des Mauerwerks und des Grundrisses kann das Gebäude auf das 11. Jahrhundert datiert werden, obwohl andere Wissenschaftler glauben, dass es auch aus der Ära der Komnenen und Palaiologen (13. bis 15. Jahrhundert) stammen könnte.